# Washington Street Elevated

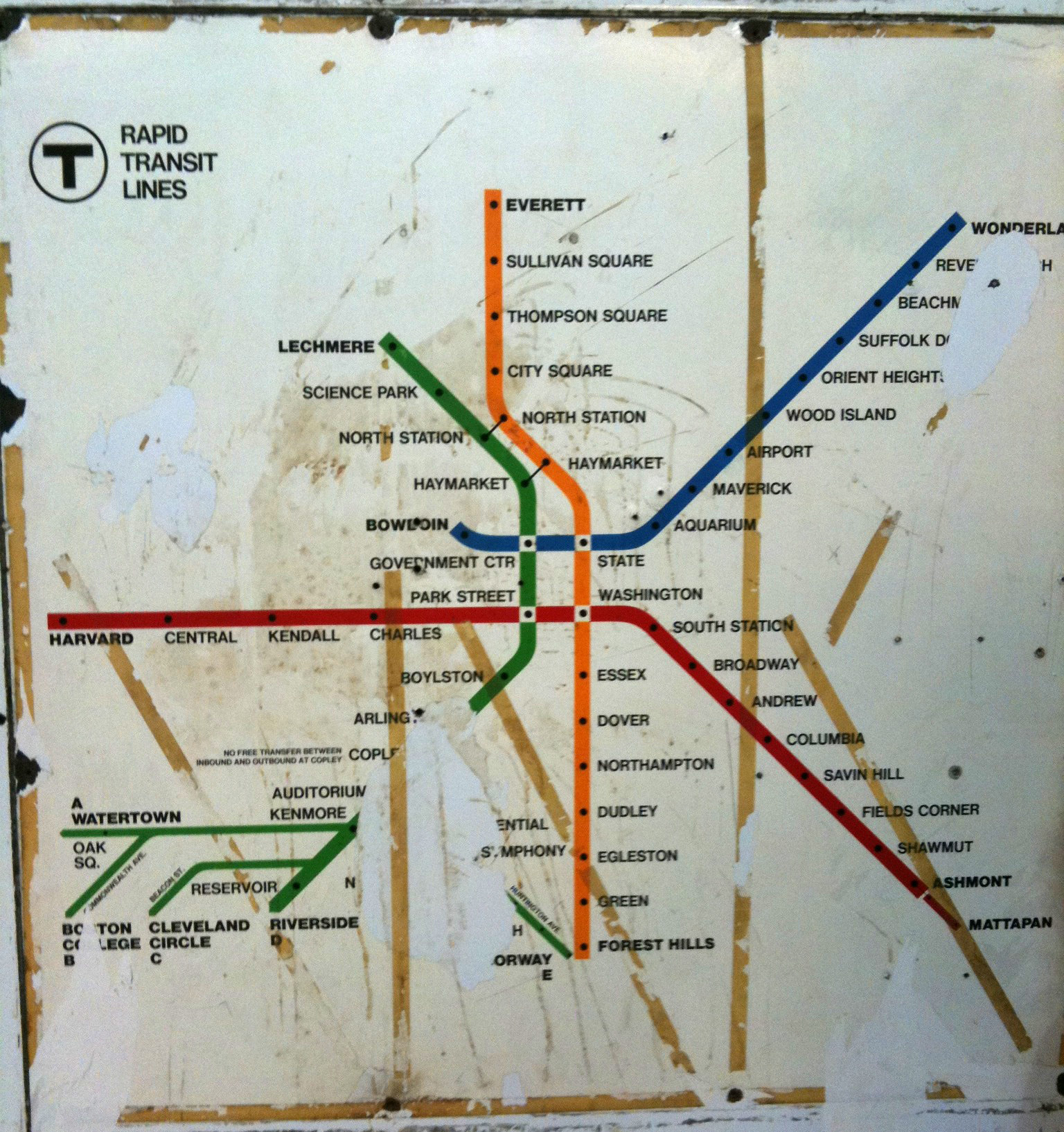
Diese alte Karte der MBTA zeigt die Route der Washington Street Elevated

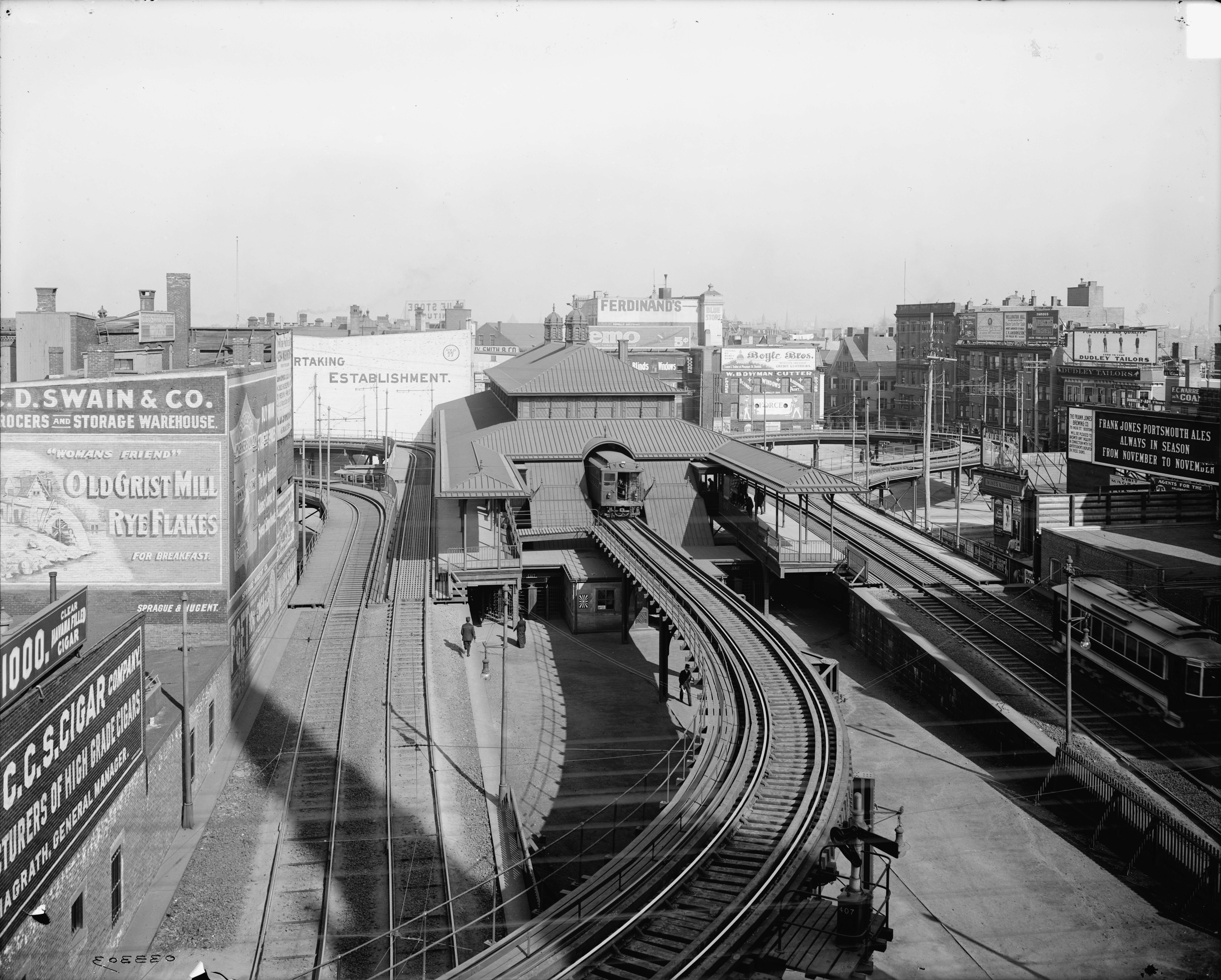
Das Dudley Terminal, 1904

Die Washington Street Elevated war ein aufgeständertes Teilstück des U-Bahn- und Stadtbahnsystems der Bostoner Massachusetts Bay Transportation Authority (MBTA) im Bundesstaat Massachusetts der Vereinigten Staaten. Sie umfasste den südlichen Teil der Orange Line und verlief von Chinatown durch South End und Roxbury bis nach Forest Hills, wo sie in Jamaica Plain endete. Bei ihrer Eröffnung im Jahr 1901 führte die Linie lediglich bis zur Station Dudley Square; das letzte Stück bis Forest Hills wurde erst 1909 fertiggestellt.
Die Washington Street Elevated wurde 1987 abgerissen und durch eine über lange Zeit geplante Route westlich der ursprünglichen Streckenführung ersetzt. Die neue Strecke folgte dem Southwest Corridor, der eigentlich für die Interstate 95 durch das Bostoner Zentrum vorgesehen war, was aber aufgrund von Bürgerprotesten nie realisiert wurde. Im Jahr 2002 führte die MBTA auf dem größten Teil der Strecke Buslinien als Phase I der kontroversen Silver Line ein. Es wurde zwar viel in die Optimierung der Streckenführungen investiert, es gab aber auch kritische Stimmen über die reduzierte Anzahl an Haltestellen.

## Stationen
Die Washington Street Elevated hielt an sechs Stationen, wovon die größten am Dudley Square und in Forest Hills standen. Die Stationen wurden vom Architekten Alexander Wadsworth Longfellow, Jr. entworfen und zeigten viele Ornamente sowie erhebliches architektonisches Können. Einzig die Station in Forest Hills war von Edmund March Wheelwright entworfen worden und unterschied sich stark von den anderen. Als die Washington Street Elevated geschlossen wurde, war jedoch bereits ein Großteil der Details aufgrund jahrzehntelangen Verfalls aufgrund von Nachlässigkeit und Budgetbegrenzungen verloren gegangen. Daher wurden auch alle Stationen außer Northampton mit den Gleisen abgerissen, welche an das Seashore Trolley Museum in Kennebunkport, Maine verkauft wurde und dort heute noch besichtigt werden kann. Erhaltenswerte Teile der Station Dudley Square wurden in den heutigen dort befindlichen Busbahnhof integriert.
Insgesamt fuhr die Linie folgende Stationen an:
| Station | Ort                                                  | Eröffnet           | Umsteigemöglichkeiten und Anmerkungen |
| --- | ---------------------------------------------------- | ------------------ | ------------------------------------- |
| Forest Hills | Arborway und Washington Street, Jamaica Plain        | 22. November 1909  | Green Line E, Forest Hills Cemetery   |
| Green | Straßen Green und Washington, Jamaica Plain          | 11. September 1912 |                                       |
| Egleston | Egleston Square, Roxbury/Jamaica Plain               | 22. November 1909  |                                       |
| Dudley | Dudley Square, Roxbury                               | 10. Juni 1901      |                                       |
| Northampton | Northampton Street, South End                        | 10. Juni 1901      |                                       |
| Dover | Dover Street (heute East Berkeley Street), South End | 10. Juni 1901      |                                       |
| Verbindung Tower D zur Atlantic Avenue Elevated (1901–1938), Washington Street Tunnel (1908–1987), und Tremont Street Subway (1901–1908) |                                                      |                    |                                       |